# Terra d'Alexandra
Terra d'Alexandra (rus: Земля Александры, Zemlya Aleksandry) és una gran illa situada a la Terra de Francesc Josep, Óblast d'Arkhànguelsk, Federació Russa. Sense comptar l'illa Victoria aïllada i llunyana, és l'illa més occidental de l'arxipèlag Francesc Josep. És el lloc d'una base militar russa que es va reobrir el 2017.

## Geografia
El punt més alt de l'illa, 382 m, és el cim del Kupol Lunny (Купол Лунный) "Cúpula de la Lluna", una gran cúpula de gel que cobreix la major part de la part occidental de l'illa. A l'extrem occidental de la zona glaciar occidental es troba la glacera Nordenskiöld; altres glaceres de l'illa són la glacera Worcester (HMS Worcester Glacier) i la glacera Payer. La part nord de l'illa no està glaciaritzada i el seu extrem oriental forma una península que s'estén cap al sud, la península de Polyarnykh Letxikov. Aquesta península està coberta per Kupol Kropotkina (Купол Кропоткина), una cúpula de gel més petita. Hi ha tres grans llacs a l'illa, incloent el llac Utinoye (llac dels ànecs) i el llac Ledyanoye (llac de gel).
La badia de Dezhnev (Zaliv Dezhneva) es troba entre la part occidental de l'illa i la península de Polyarnykh Letchikov. El cap Thomas (Mys Tomasa) és el cap més meridional de la península. Cambridge Channel (Proliv Kambritch) és un so ampli entre Alexandra Land i Zemlya Georga.
A l'extrem sud aquesta illa té dos caps que apunten cap al sud-oest a la seva costa més meridional: el cap Lofley i el cap Ludlow. Cap Mary Harmsworth, el cap que apunta cap a l'oest és el punt més occidental de l'arxipèlag Franz Josef pròpiament dit.

## Història
L'explorador anglès Benjamin Leigh Smith, va albirar Alexandra Land el 1880, però no va aterrar. Va anomenar la zona per Alexandra, llavors princesa de Gal·les. Un relat alternatiu afirma que el nom «Terra d'Alexandra» commemora la gran duquessa Alexandra Pavlovna de Rússia (1783–1801), que es va convertir en arxiduquessa d'Àustria el 1799 després del seu matrimoni amb l'arxiduc Josep d'Àustria, palatí d'Hongria (1776-1847).
L'expedició Jackson-Harmsworth dirigida per Frederick Jackson va ser la primera a trepitjar la terra d'Alexandra el 1895. El cap Mary Harmsworth va rebre el nom de l'esposa d’Alfred Harmsworth, el patrocinador principal, Mary. El 1897, Jackson va establir que la terra descoberta per Leigh Smith estava composta de fet per dues illes separades. Va anomenar l'illa del sud-est terra de George.
|  |  |

El navegant rus Valerian Albanov del Svyataya Anna va arribar al cap Mary Harmsworth a Alexandra Land l'any 1914 després de la seva prova al gel polar.
Durant la Segona Guerra Mundial, els alemanys van establir una estació meteorològica desafortunada a l'illa, anomenada Schatzgräber ("Caçador de tresors"). La majoria dels membres van patir triquinosi després de menjar carn crua d'os polar. Els supervivents van ser eliminats i el projecte abandonat.

### Nagurskoie

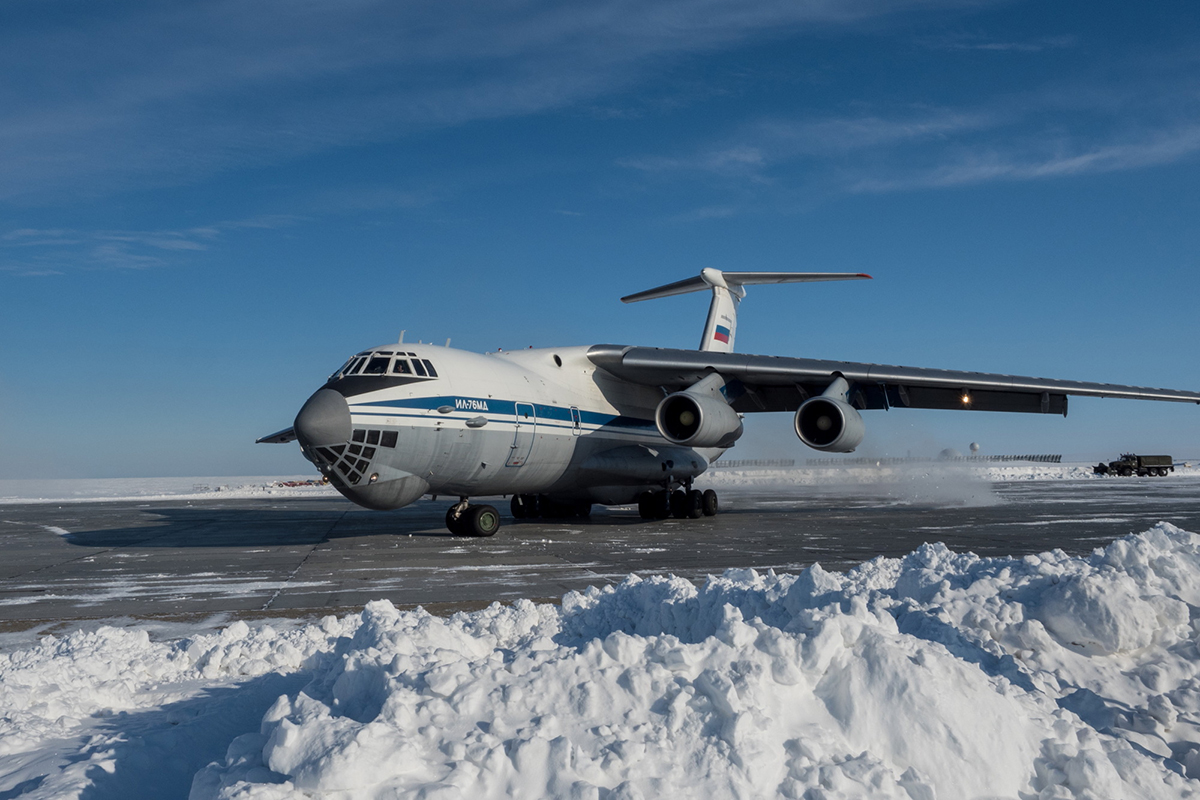
Camp d'aviació de Nagurskoye

Alexandra Land acull la base militar de Nagurskoye, la base militar més al nord de Rússia, construïda als anys cinquanta.
Nagurskoye és una base russa situada a l'illa a80° 49′ N, 47° 25′ E / 80.817°N,47.417°E, al solar de l'antiga estació meteorològica. Va rebre el nom del pilot pioner Jan Nagórski (1888-1976) i va servir com una de les estacions meteorològiques més importants de l'arxipèlag durant la Guerra Freda. Aquesta base té una pista de 1500 m de neu. Un avió de càrrega Antonov An-72 es va estavellar mentre aterrava a Nagurskoye el 23 de desembre de 1996.
A Nagurskoye es va construir una nova base important, anomenada "Trèvol àrtic" (Arkticheskiy trilistnik) per la seva estructura de tres lòbuls. Pot allotjar 150 soldats durant 18 mesos i té una superfície de 14000 metres quadrats.

## Ecologia
L'os polar, Ursus maritimus, es troba a Alexandra Land. La població d'ós polar en aquesta regió, com en altres subregions de l'Àrtic, és genèticament diferent d'altres subpoblacions d'ós polar en diferents subregions àrtiques.